# Potamilla fonticula
Potamilla fonticula är en ringmaskart som först beskrevs av Hoagland 1919.  Potamilla fonticula ingår i släktet Potamilla och familjen Sabellidae. Inga underarter finns listade i Catalogue of Life.